# 杰姬·费尔韦瑟
杰姬·费尔韦瑟（英語：Jackie Fairweather，1967年11月10日—2014年11月1日），旧姓加拉格尔（Gallagher），澳大利亚女子田径、铁人三项运动员。她曾代表澳大利亚参加2002年英联邦运动会田径比赛，获得女子马拉松铜牌。